# Noruega en los Juegos Olímpicos de Innsbruck 1976
Noruega estuvo representada en los Juegos Olímpicos de Innsbruck 1976 por un total de 42 deportistas que compitieron en 7 deportes.  
El portador de la bandera en la ceremonia de apertura fue el esquiador de fondo Pål Tyldum.

## Medallistas
El equipo olímpico noruego obtuvo las siguientes medallas:
| Nombre                                             | Deporte               | Competición |
| -------------------------------------------------- | --------------------- | ----------- |
| Oro                                                |                       |             |
| Ivar Formo                                         | Esquí de fondo        | 50 km M     |
| Jan Egil Storholt                                  | Patinaje de velocidad | 1500 m M    |
| Sten Stensen                                       | Patinaje de velocidad | 5000 m M    |
| Plata                                              |                       |             |
| Pål Tyldum Einar Sagstuen Ivar Formo Odd Martinsen | Esquí de fondo        | 4 × 10 km M |
| Jørn Didriksen                                     | Patinaje de velocidad | 1000 m M    |
| Sten Stensen                                       | Patinaje de velocidad | 10 000 m M  |
| Bronce                                             |                       |             |
| Lisbeth Korsmo                                     | Patinaje de velocidad | 3000 m F    |